# Laz böreği
Il Laz böreği o Lazböreği (tr. dal turco: "börek dei Laz", dove i Laz sono un popolo del Mar Nero) è un dolce della cucina turca, originario della regione orientale del Mar Nero, soprattutto delle provincia d'Artvin e di Rize. Il piatto è divenuto popolare al di fuori della zona originale ed è ora possibile trovare il laz böreği in molti ristoranti di tutte le grandi città della Turchia.
Esso è composto da strati di yufka fresca, molto fini, con burro fuso, e con una specie di muhallebi come ripieno. Il Laz böreği si cuoce al forno. Nella ricetta originale di Rize, questo dessert contiene anche un po' di pepe nero in polvere che ne rafforza il gusto. A Çayeli, un distretto di Rize, esso viene anche chiamato süt böreği ("börek al latte"). Secondo l'etimologo Sevan Nişanyan, il laz böreği può essere considerato una specie di millefoglie turco.